# Kurt Niedermayer
Kurt Niedermayer (Reilingen, 25 novembre 1955) è un ex calciatore tedesco, di ruolo difensore.

## Palmarès
- Campionato tedesco: 3

Bayern Monaco: 1979-1980, 1980-1981
Stoccarda: 1983-1984
- Coppa di Germania: 1

Bayern Monaco: 1981-1982
- Campionato di Lega Nazionale B: 1

Locarno: 1985-1986